# Zampano
Zampano, ook wel de grote Zampano  (In het Italiaans. Zampanò) is een van de drie voornaamste karakters in de film La Strada (1954) van de Italiaanse regisseur Federico Fellini.
Het begrip Zampano werd in eerste instantie negatief geduid. De door Anthony Quinn vertolkte rol was die van een opschepper, een man die praalt en wil opvallen. Zampano probeert op zijn medemensen de indruk te wekken dat hij "alles kan". Tegenwoordig wordt met een Zampano een invloedrijke persoon bedoeld, een man die alle touwtjes in handen heeft.
Bernie Ecclestone wordt door de Duitse boulevardpers wel graag de "Zampano der Formel 1" genoemd. 
Freddy Breck maakte in 1975 een hit met de schlager Der große Zampano.